# Tomintoul Croft
Tomintoul Croft ist ein Wohngebäude nahe der schottischen Ortschaft Braemar in der Council Area Aberdeenshire. 2011 wurde das Bauwerk in die schottischen Denkmallisten in der höchsten Denkmalkategorie A aufgenommen.

## Geschichte
Tomintoul Croft wurde in der ersten Hälfte des 19. Jahrhunderts errichtet. Es handelt sich um eine zeitgenössische Behausung einer Crofter-Familie, wie sie nur selten bis heute erhalten ist. Von einer ehemals angrenzenden Scheune, die möglicherweise etwas jüngeren Datums ist, sind heute nur noch Fragmente der Außenmauern erhalten. Auf zeitgenössischen Fotografien ist ein hölzerner Anbau am Westgiebel ersichtlich, der heute verschwunden ist. Ebenso ist eine auf einer historischen Karte verzeichnete Darre nicht erhalten.

## Beschreibung
Das Wohngebäude steht isoliert am Ausgang eines Tals rund einen Kilometer südwestlich von Braemar. Das Mauerwerk des einstöckigen, länglichen Gebäudes besteht aus Bruchstein. Seine Hauptfassade ist drei Achsen weit. Das ursprüngliche Reetdach ist erhalten, äußerlich jedoch durch Wellbleche geschützt.
An einer der Giebelseiten ist ein offener Herd mit Funkenhut eingerichtet. Die Einrichtung von Funkenhüten verbreitete sich in diesem Teil Schottlands erst im späteren 19. Jahrhundert. Die Betten sind im Zentrum des Hauses gruppiert, sodass die Wärme der beiden Feuerstellen an den Giebelseiten bestmöglich ausgenutzt wurde.